# Museum Jan Boon
Het Museum Jan Boon is een museum over Jan Boon in Het Walhuis in de Rechtestraat 146 in het dorp De Rijp in de gemeente Alkmaar in de provincie Noord-Holland.

## Geschiedenis
Het Walhuis dateert uit 1725.

## Collectie
Er is een kleine expositie van archiefstukken van Jan Boon, de laatste reder van De Rijp. Hij hield zich vooral bezig met de visserij, zowel met de walvisvaart als de haringvisserij.
Elke maand een nieuwe tentoonstelling. Geopend van mei tot en met oktober elk weekend van 13.00 tot 17.00 uur. 

## Link
- www.museumjanboon.nl